# Saison 2018 de la NFL
Navigation
Édition précédente Édition suivante
La saison 2018 de la NFL est la 99e de l'histoire de la National Football League.
Elle débute le jeudi 6 septembre 2018 lors de l'annuel Kickoff Game au Lincoln Financial Field avec les champions sortants, les Eagles de Philadelphie.
La saison se termine le 3 février 2019 au Mercedes-Benz Stadium d'Atlanta en Géorgie avec le Super Bowl LIII.

## Pré-saison
Les camps d'entraînement (Training Camps) pour la saison 2018 se dérouleront de fin juillet jusqu'au mois d'août. Ces camps ne débutent que 15 jours avant le premier match de pré-saison.
Le match de Pro Football Hall of Fame, qui mettra en présence des Ravens de Baltimore aux Bears de Chicago sera joué le jeudi 2 août et sera télévisé par la NBC.

### Stades
Deux franchises, les Raiders d'Oakland et les Panthers de la Caroline, entrent dans leur dernière année du contrat de bail avec leur stade actuel.

#### Panthers de la Caroline
Le 17 décembre 2017, Jerry Richardson (en), propriétaire des Panthers, déclare que la franchise est à vendre,contrairement à ses précédentes déclarations indiquant que la franchise ne serait à vendre qu'à son décès (décision prise lorsque son seul fils vivant avait quitté la franchise en 2009). Ce changement de décision s'expliquerait, selon un article paru dans Sports Illustrated, parce que Richardson tenterait d'accélérer la vente pour faire rentrer en douce l'argent nécessaire pour couvrir des conduites douteuses envers certains de ses employés (insultes raciales et demandes sexuellement suggestives).
La location du Bank of America Stadium par la franchise expire après la saison 2018 ce qui permettrait à n'importe quel acquéreur de relocaliser s'il le désire la franchise. Ce nouveau propriétaire ne serait lié que pour le paiement du solde de la dette relative à la rénovation du stade actuel. Ce montant (estimé à 35 millions de $) ne poserait pas de problème puisqu'il ne serait qu'une goutte d'eau comparé aux frais réclamés par la NFL pour la relocalisation éventuelle de la franchise.

#### Raiders d'Oakland
Les Raiders, avant la saison 2017, s'étaient engagés à relocaliser la franchise à Las Vegas dans le Nevada (sous le nom des Raiders de Las Vegas) dès que le nouveau Las Vegas Stadium serait construit en 2020. En 2016, la franchise a signé une extension de contrat de 3 ans avec les propriétaires de l'Oakland–Alameda County Coliseum. Les Raiders pourraient donc choisir de demander une extension de contrat d'une année supplémentaire à Oakland pour la saison 2019 (comme en 2014 et 2015) ou déménager vers le très petit Sam Boyd Stadium de Las Vegas (les Chargers de Los Angeles utilisant le StubHub Center, il ne serait pas le plus petit stade utilisé en NFL). Le propriétaire de la franchise, Mark Davis (en) aimerait commencer à jouer dans le Sam Boyd Stadium, au moins pour les matchs de pré-saison, dès 2018.

#### Accords sur les droits de renommage
- Rams de Los Angeles

Le 29 janvier 2018, United Airlines devient le partenaire principal pour une durée de 95 ans des droits du nom du stade Los Angeles Memorial Coliseum, transformant cette appellation en United Airlines Memorial Coliseum. Ce changement de nom est prévu officiellement pour le mois d'août 2019. Ces droits seront destinés à la rénovation du stade qui devrait voir sa capacité réduite de 93 607 à 77 500 places.
- Jaguars de Jacksonville

Le 16 février 2018, l'EverBank Field, le stade hôte des Jaguars de Jacksonville, est renommé TIAA Bank Field, les droits de renommage pour les 10 ans à venir se montant à 43 millions de $.

### Changements d'entraîneurs

#### Avant la saison
| Équipes                | HC en 2017        | Int. en 2017         | HC en 2018       | Motif du départ  | Histoire/réalisations |
| ---------------------- | ----------------- | -------------------- | ---------------- | ---------------- | --- |
| Cardinals de l'Arizona | Bruce Arians      | Bruce Arians         | Steve Wilks (en) | Retraite         | Arians prend sa retraite après le dernier match de la saison 2017, la terminant avec un bilan de 8 victoires pour autant de défaites et un bilan global de 49 victoires, 30 défaites et 1 nul pour 2 apparitions en séries éliminatoires (playoffs). Wilks est engagé le 22 janvier. Depuis 2006, il avait officié comme entraîneur défensif des Bears de Chicago, des Chargers de San Diego et des Panthers de la Caroline. Sa seule expérience comme entraîneur principal a été chez les Tigers de Savannah State (en) en 1999. |
| Bears de Chicago       | John Fox          | John Fox             | Matt Nagy        | Licencié         | Fox est remercié après le dernier match de la saison 2017, terminant la saison avec un bilan de 5 victoires et 11 défaites, et un bilan global de 14 victoires pour 34 défaites, sans apparition dans les séries éliminatoires. Lors des cinq dernières années, Nagy était chez les Chiefs de Kansas City, trois ans comme entraîneur adjoint de l'attaque et deux ans comme coordinateur de l'attaque. Il est engagé le 8 janvier et il s'agira de sa toute première expérience comme entraîneur principal en NFL. |
| Lions de Détroit       | Jim Caldwell      | Jim Caldwell         | Matt Patricia    | Licencié         | Caldwell est remercié après le dernier match de la saison 2017, moins d'un an après qu'il a signé une extension de contrat, terminant la saison avec un bilan de 9 victoires et 7 défaites, et un bilan global de 36 victoires pour 28 défaites, avec deux apparitions en séries éliminatoires sans victoire. Patricia est engagé le 5 février, le lendemain du Super Bowl LII où il était coordinateur de la défense des Patriots de la Nouvelle-Angleterre. Il a passé toute sa carrière chez les Patriots débutant en 2004 comme assistant de l'entraîneur de l'attaque avant de devenir en 2012 coordinateur défensif et de remporter à ce poste trois Super Bowl. Il s'agira de sa toute première expérience comme entraîneur principal en NFL |
| Colts d'Indianapolis   | Chuck Pagano (en) | Chuck Pagano (en)    | Frank Reich      | Licencié         | Pagano est remercié après le dernier match de la saison 2017, terminant la saison avec un bilan de 4 victoires et 12 défaites (sa première saison négative chez les Colts) et un bilan global de 53 victoires pour 43 défaites, avec trois apparitions en séries éliminatoires. Josh McDaniels (coordinateur offensif des Patriots) avait été pressenti pour devenir le prochain entraîneur principal mais celui-ci revient sur sa décision après le Super Bowl LII. C'est alors Frank Reich, coordinateur offensif des Eagles de Philadelphie, qui est engagé. Il avait auparavant été assistant de 2008 à 2011 chez les Colts d'Indianapolis. Il s'agira de sa toute première expérience comme entraîneur principal en NFL. |
| Giants de New York     | Ben McAdoo        | Steve Spagnuolo (en) | Pat Shurmur      | Licencié         | McAdoo était devenu entraîneur principal des Giants en 2016. Il obtient un bilan global de 13 victoires pour 15 défaites et une participation en séries éliminatoires. Après un début de saison avec 2 victoires pour 10 défaites et avoir placé sur le banc le très populaire quarterback Eli manning (lequel à cet instant était le QB actif avec le plus de matchs joués consécutivement), il est remercié le 4 décembre 2017. C'est le coordinateur défensif Steve Spagnuolo qui le remplace en intérim. Celui-ci avait été entraîneur principal des Rams de St. Louis de 2009 jusqu'en 2011. La franchise annonce le 22 janvier que le nouvel entraineur principal sera Pat Shurmur. Celui-ci avait été entraîneur principal des Browns de Cleveland en 2011 et 2012 (9 victoires pour 23 défaites) mais également entraîneur de l'attaque des Eagles de Philadelphie et des Vikings du Minnesota depuis 2013. |
| Raiders d'Oakland      | Jack Del Rio      | Jack Del Rio         | Jon Gruden       | Licencié         | Après avoir obtenu une extension de contrat de 4 ans en février 2017, Del Rio est remercié après le dernier match de la saison 2017, terminant la saison avec 6 victoires pour 10 défaites (bilan global de 25 victoires pour 24 défaites et 1 apparition en séries éliminatoires). Gruden, entraîneur principal des Raiders d'Okland de 1998 à 2001, confirme le 6 janvier qu'il revient dans cette franchise. Il avait été analyste pendant neuf années lors du Monday Night Football. |
| Titans du Tennessee    | Mike Mularkey     | Mike Mularkey        | Mike Vrabel      | De commun accord | Mularkey et la franchise des Titans, deux jours après la défaite en séries éliminatoires contre les opatriots, acceptent de se séparer d'un commun accord ne parvenant pas s'entendre sur un futur contrat. Mularkey avait un bilan global de 20 victoires pour 21 défaites et une apparition en playoffs. Il était parvenu à enregistrer 9 victoires et 7 défaites lors des deux saisons complètes où il fut entraîneur principal des Titans. Vrabel avait été entraîneur assistant de la défense des Texans de Houston y officiant la dernière année comme coordinateur défensif. Il est engagé le 20 janvier et il s'agira de sa toute première expérience comme entraîneur principal. |

#### Pendant la saison
| Équipes              | Sortant          | Motif de licenciement | Intérimaire         | Notes |
| -------------------- | ---------------- | --------------------- | ------------------- | --- |
| Browns de Cleveland  | Hue Jackson (en) | Licencié              | Gregg Williams (en) | Jackson est remercié le 20 octobre 2018 après un bilan provisoire en 2018 de 2–5–1 (.313) et un bilan global sur 2½ saisons de 3–36–1 (.088) avec les Browns. Son renvoi fait suite à une lutte de pouvoir avec le coordonnateur offensif Todd Haley (en) (lequel est également remercié à la même période) et à la 25e défaite consécutive en déplacement; Jackson n'aura jamais gagné un seul match en déplacement pendant son mandat et aura perdu tous les matchs en 2017. Williams, coordinateur défensif, auparavant entraîneur principal des Bills de Buffalo de 2001 à 2003 avec un bilan de 17–31 (.354). Jackson est actuellement assistant spécial de l'entraîneur principal des Bengals de Cincinnati. |
| Packers de Green Bay | Mike McCarthy    | Licencié              | Joe Philbin         | McCarthy est viré le 2 décembre 2018 peu de temps après la défaite contre les Cardinals de l'Arizona. McCarthy s'en va avec un bilan de 135–85–2, 9 apparitions en playoffs et une en Super Bowl. Philbin, le coordinateur offensif de l'équipe, était auparavant l'entraîneur principal des Dolphins de Miami de 2012 à 2015 avec un bilan de 24–28 (.462). |

## Calendrier
La saison régulière se compose de 256 matchs. Chaque équipe joue 16 matchs répartis sur 17 semaines consécutives. Elles disposent toutes d'une semaine de repos appelée bye week. Étant donné le faible nombre de matchs, toutes les franchises ne peuvent s'affronter. Pour chaque équipe, la répartition est la suivante :
- 6 matchs contre les autres équipes de la même division (matchs aller-retour)
- 4 matchs contre les équipes d'une autre division de la même conférence (les divisions se rencontrant changent chaque année selon une rotation préétablie)
- 2 matchs contre les équipes des deux autres divisions de la même conférence ayant terminé à la même position au classement la saison précédente (1er contre 1er, 2e contre 2e, etc.)
- 4 matchs contre les équipes d'une division de l'autre conférence (les divisions se rencontrant changent chaque année selon une rotation préétablie)

La saison régulière 2018 commence le 6 septembre et se terminera le 30 décembre 2018.
le calendrier complet sera annoncé officiellement en avril 2018.

### Matchs intra-conférences
- AFC East vs AFC South
- AFC West vs AFC North
- NFC East vs NFC South
- NFC West vs NFC North

### Matchs inter-conférences
- AFC East vs NFC North
- AFC North vs NFC South
- AFC South vs NFC East
- AFC West vs NFC West

### Séries internationales
- Trois matchs auront lieu à Londres :
  - Le 14 octobre, au futur nouveau stade de Tottenham, les Raiders d'Oakland seront opposés aux Seahawks de Seattle. Un contrat a été établi pour qu'au moins un match de NFL s'y déroule lors des 10 saisons à venir.
  - Il y aura deux matchs au Wembley Stadium :
    - Le 21 ou le 28 octobre, les Jaguars de Jacksonville accueilleront les Eagles de Philadelphie;
    - Le 21 ou le 28 octobre, les Chargers de Los Angeles accueilleront les Titans du Tennessee.

Les dates exactes pour ces deux derniers matchs seront annoncées en avril lorsque le calendrier complet sera dévoilé.
C'est la première fois que les trois matchs joués en Angleterre se dérouleront lors de 3 weekends consécutifs, décision prise par la NFL afin de rationaliser les frais d'organisation de ces événements,.
Un match devait avoir lieu au Mexique : À la suite d'un accord signé avec la NFL en novembre 2017 (organisation d'un match par saison jusqu'en 2021), un match devait se dérouler dans le stade Azteca de Mexico le 19 novembre 2018, les Rams de Los Angeles y recevant les Chiefs de Kansas City à l'occasion du Monday Night Football. Cependant, une inspection du stade effectuée une semaine avant le match détermine que l'état de la pelouse est inacceptable pour un match NFL. Celui-ci est relocalisé à Los Angeles à la même date.

## Classements de la saison régulière
| Légende |                                            |
| z       | Champion de division dispensé de wild-card |
| y       | Champion de division                       |
| w       | Non champion de division, wild-card        |
| *       | Avantage du terrain pendant les playoffs   |
| x       | Qualifié pour les playoffs                 |
| (-)     | Numéro de tête de série pour les playoffs  |

| Franchise                                | V  | D  | N | Pct    | Div | Conf | PM  | PE  |
| ---------------------------------------- | -- | -- | - | ------ | --- | ---- | --- | --- |
| (2) Patriots de la Nouvelle-Angleterre z | 11 | 5  | 0 | 68,8 % | 5-1 | 8-4  | 436 | 325 |
| Dolphins de Miami                        | 7  | 9  | 0 | 43,8 % | 4-2 | 6-6  | 319 | 433 |
| Bills de Buffalo                         | 6  | 10 | 0 | 37,5 % | 2-4 | 4-8  | 269 | 374 |
| Jets de New York                         | 4  | 12 | 0 | 25 %   | 1-5 | 3-9  | 333 | 441 |

| Franchise                    | V  | D  | N | Pct    | Div | Conf | PM  | PE  |
| ---------------------------- | -- | -- | - | ------ | --- | ---- | --- | --- |
| (4) Cowboys de Dallas y      | 10 | 6  | 0 | 62,5 % | 5-1 | 9-3  | 339 | 324 |
| (6) Eagles de Philadelphie w | 9  | 7  | 0 | 56,3 % | 4-2 | 6-6  | 367 | 348 |
| Redskins de Washington       | 7  | 9  | 0 | 43,8 % | 2-4 | 6-6  | 281 | 359 |
| Giants de New York           | 5  | 11 | 0 | 31,3 % | 1-5 | 4-8  | 369 | 412 |

| Franchise                 | V  | D  | N | Pct    | Div   | Conf  | PM  | PE  |
| ------------------------- | -- | -- | - | ------ | ----- | ----- | --- | --- |
| (4) Ravens de Baltimore y | 10 | 6  | 0 | 62,5 % | 3-3   | 8-4   | 389 | 287 |
| Steelers de Pittsburgh    | 9  | 6  | 1 | 59,4 % | 4-1-1 | 6-5-1 | 428 | 360 |
| Browns de Cleveland       | 7  | 8  | 1 | 46,9 % | 3-2-1 | 5-6-1 | 359 | 392 |
| Bengals de Cincinnati     | 6  | 10 | 0 | 37,5 % | 1-5   | 4-8   | 368 | 455 |

| Franchise              | V  | D  | N | Pct    | Div   | Conf  | PM  | PE  |
| ---------------------- | -- | -- | - | ------ | ----- | ----- | --- | --- |
| (3) Bears de Chicago y | 12 | 4  | 0 | 75 %   | 5-1   | 10-2  | 421 | 283 |
| Vikings du Minnesota   | 8  | 7  | 1 | 53,1 % | 3-2-1 | 6-5-1 | 360 | 341 |
| Packers de Green Bay   | 6  | 9  | 1 | 40,6 % | 1-4-1 | 3-8-1 | 376 | 400 |
| Lions de Détroit       | 6  | 10 | 0 | 37,5 % | 2-4   | 4-8   | 324 | 360 |

| Franchise                  | V  | D  | N | Pct    | Div | Conf | PM  | PE  |
| -------------------------- | -- | -- | - | ------ | --- | ---- | --- | --- |
| (3) Texans de Houston y    | 11 | 5  | 0 | 68,8 % | 4-2 | 9-3  | 402 | 316 |
| (6) Colts d'Indianapolis w | 10 | 6  | 0 | 62,5 % | 4-2 | 7-5  | 433 | 344 |
| Titans du Tennessee        | 9  | 7  | 0 | 56,3 % | 3-3 | 5-7  | 310 | 303 |
| Jaguars de Jacksonville    | 5  | 11 | 0 | 31,3 % | 1-5 | 4-8  | 245 | 316 |

| Franchise                            | V  | D  | N | Pct    | Div | Conf | PM  | PE  |
| ------------------------------------ | -- | -- | - | ------ | --- | ---- | --- | --- |
| (1) Saints de La Nouvelle-Orléans z* | 13 | 3  | 0 | 81,3 % | 4-2 | 9-3  | 504 | 353 |
| Falcons d'Atlanta                    | 7  | 9  | 0 | 43,8 % | 4-2 | 7-5  | 414 | 423 |
| Panthers de la Caroline              | 7  | 9  | 0 | 43,8 % | 2-4 | 5-9  | 376 | 382 |
| Buccaneers de Tampa Bay              | 5  | 11 | 0 | 31,3 % | 2-4 | 4-8  | 396 | 464 |

| Franchise                     | V  | D  | N | Pct    | Div | Conf | PM  | PE  |
| ----------------------------- | -- | -- | - | ------ | --- | ---- | --- | --- |
| (1) Chiefs de Kansas City z*  | 12 | 4  | 0 | 75 %   | 5-1 | 10-2 | 565 | 316 |
| (5) Chargers de Los Angeles w | 12 | 4  | 0 | 75 %   | 4-2 | 9-3  | 428 | 329 |
| Broncos de Denver             | 6  | 10 | 0 | 37,5 % | 2-4 | 4-8  | 329 | 349 |
| Raiders d'Oakland             | 4  | 12 | 0 | 25 %   | 1-5 | 3-9  | 290 | 467 |

| Franchise                 | V  | D  | N | Pct    | Div | Conf | PM  | PE  |
| ------------------------- | -- | -- | - | ------ | --- | ---- | --- | --- |
| (2) Rams de Los Angeles z | 13 | 3  | 0 | 81,3 % | 6-0 | 9-3  | 527 | 384 |
| (5) Seahawks de Seattle w | 10 | 6  | 0 | 62,5 % | 3-3 | 8-4  | 428 | 347 |
| 49ers de San Francisco    | 4  | 12 | 0 | 25 %   | 1-5 | 2-10 | 342 | 435 |
| Cardinals de l'Arizona    | 3  | 13 | 0 | 18,8 % | 2-4 | 3-9  | 225 | 425 |

## Playoffs

### Tableau du tour final
|  | Tour des wild-cards | Tour des wild-cards | Tour des wild-cards |                     |              | Playoffs de division | Playoffs de division | Playoffs de division |     |  | Finales de conférence | Finales de conférence | Finales de conférence |    |  | Super Bowl LIII | Super Bowl LIII | Super Bowl LIII |
|  |                     |                     |                     |                     |              |                      |                      |                      |     |  |                       |                       |                       |    |  |                 |                 |                 |
|  | 5                   | LA Chargers         | 23                  |                     |              |                      |                      |                      |     |  |                       |                       |                       |    |  |                 |                 |                 |
|  | 4                   | Baltimore           | 17                  |                     |              |                      |                      |                      |     |  |                       |                       |                       |    |  |                 |                 |                 |
|  | 4                   | Baltimore           | 17                  |                     | 5            | LA Chargers          | 28                   |                      |     |  |                       |                       |                       |    |  |                 |                 |                 |
|  |                     |                     |                     |                     | 5            | LA Chargers          | 28                   |                      |     |  |                       |                       |                       |    |  |                 |                 |                 |
|  |                     |                     | 2                   | Nouvelle-Angleterre | 41           |                      |                      |                      |     |  |                       |                       |                       |    |  |                 |                 |                 |
|  |                     |                     | 2                   | Nouvelle-Angleterre | 41           |                      |                      |                      |     |  |                       |                       |                       |    |  |                 |                 |                 |
|  |                     |                     |                     |                     |              |                      |                      |                      |     |  |                       |                       |                       |    |  |                 |                 |                 |
|  |                     |                     |                     |                     |              |                      |                      |                      |     |  |                       |                       |                       |    |  |                 |                 |                 |
|  |                     |                     |                     |                     |              |                      | 2                    | Nouvelle-Angleterre  | 37* |  |                       |                       |                       |    |  |                 |                 |                 |
|  | AFC                 |                     |                     |                     |              |                      | 2                    | Nouvelle-Angleterre  | 37* |  |                       |                       |                       |    |  |                 |                 |                 |
|  |                     | 1                   | Kansas City         | 31                  |              |                      |                      |                      |     |  |                       |                       |                       |    |  |                 |                 |                 |
|  | 6                   | 1                   | Kansas City         | 31                  | Indianapolis | 21                   |                      |                      |     |  |                       |                       |                       |    |  |                 |                 |                 |
|  | 6                   |                     |                     |                     | Indianapolis | 21                   |                      |                      |     |  |                       |                       |                       |    |  |                 |                 |                 |
|  | 3                   | Houston             | 7                   |                     |              |                      |                      |                      |     |  |                       |                       |                       |    |  |                 |                 |                 |
|  | 3                   | Houston             | 7                   |                     | 6            | Indianapolis         | 13                   |                      |     |  |                       |                       |                       |    |  |                 |                 |                 |
|  |                     |                     |                     |                     | 6            | Indianapolis         | 13                   |                      |     |  |                       |                       |                       |    |  |                 |                 |                 |
|  |                     |                     | 1                   | Kansas City         | 31           |                      |                      |                      |     |  |                       |                       |                       |    |  |                 |                 |                 |
|  |                     |                     | 1                   | Kansas City         | 31           |                      |                      |                      |     |  |                       |                       |                       |    |  |                 |                 |                 |
|  |                     |                     |                     |                     |              |                      |                      |                      |     |  |                       |                       |                       |    |  |                 |                 |                 |
|  |                     |                     |                     |                     |              |                      |                      |                      |     |  |                       |                       |                       |    |  |                 |                 |                 |
|  |                     |                     |                     |                     |              |                      |                      |                      |     |  |                       | A2                    | Nouvelle-Angleterre   | 13 |  |                 |                 |                 |
|  |                     |                     |                     |                     |              |                      |                      |                      |     |  |                       |                       |                       |    |  |                 |                 |                 |
|  |                     | N2                  | LA Rams             | 3                   |              |                      |                      |                      |     |  |                       |                       |                       |    |  |                 |                 |                 |
|  | 5                   | N2                  | LA Rams             | 3                   | Seattle      | 22                   |                      |                      |     |  |                       |                       |                       |    |  |                 |                 |                 |
|  | 5                   |                     |                     |                     | Seattle      | 22                   |                      |                      |     |  |                       |                       |                       |    |  |                 |                 |                 |
|  | 4                   | Dallas              | 24                  |                     |              |                      |                      |                      |     |  |                       |                       |                       |    |  |                 |                 |                 |
|  | 4                   | Dallas              | 24                  |                     | 4            | Dallas               | 22                   |                      |     |  |                       |                       |                       |    |  |                 |                 |                 |
|  |                     |                     |                     |                     | 4            | Dallas               | 22                   |                      |     |  |                       |                       |                       |    |  |                 |                 |                 |
|  |                     |                     | 2                   | LA Rams             | 30           |                      |                      |                      |     |  |                       |                       |                       |    |  |                 |                 |                 |
|  |                     |                     | 2                   | LA Rams             | 30           |                      |                      |                      |     |  |                       |                       |                       |    |  |                 |                 |                 |
|  |                     |                     |                     |                     |              |                      |                      |                      |     |  |                       |                       |                       |    |  |                 |                 |                 |
|  |                     |                     |                     |                     |              |                      |                      |                      |     |  |                       |                       |                       |    |  |                 |                 |                 |
|  |                     |                     |                     |                     |              |                      | 2                    | LA Rams              | 26* |  |                       |                       |                       |    |  |                 |                 |                 |
|  | NFC                 |                     |                     |                     |              |                      | 2                    | LA Rams              | 26* |  |                       |                       |                       |    |  |                 |                 |                 |
|  |                     | 1                   | La Nouvelle-Orléans | 23                  |              |                      |                      |                      |     |  |                       |                       |                       |    |  |                 |                 |                 |
|  | 6                   | 1                   | La Nouvelle-Orléans | 23                  | Philadelphie | 16                   |                      |                      |     |  |                       |                       |                       |    |  |                 |                 |                 |
|  | 6                   |                     |                     |                     | Philadelphie | 16                   |                      |                      |     |  |                       |                       |                       |    |  |                 |                 |                 |
|  | 3                   | Chicago             | 15                  |                     |              |                      |                      |                      |     |  |                       |                       |                       |    |  |                 |                 |                 |
|  | 3                   | Chicago             | 15                  |                     | 6            | Philadelphie         | 14                   |                      |     |  |                       |                       |                       |    |  |                 |                 |                 |
|  |                     |                     |                     |                     | 6            | Philadelphie         | 14                   |                      |     |  |                       |                       |                       |    |  |                 |                 |                 |
|  |                     |                     | 1                   | La Nouvelle-Orléans | 20           |                      |                      |                      |     |  |                       |                       |                       |    |  |                 |                 |                 |
|  |                     |                     | 1                   | La Nouvelle-Orléans | 20           |                      |                      |                      |     |  |                       |                       |                       |    |  |                 |                 |                 |
|  |                     |                     |                     |                     |              |                      |                      |                      |     |  |                       |                       |                       |    |  |                 |                 |                 |

(*) Indique les victoires en prolongation.

## Récompenses

### NFL Awards
| Trophées                                                | Joueur              | Poste               | Équipe                             |
| ------------------------------------------------------- | ------------------- | ------------------- | ---------------------------------- |
| Meilleur joueur de la NFL (MVP)                         | Patrick Mahomes     | QB                  | Chiefs de Kansas City              |
| MVP du Super Bowl                                       | Julian Edelman      | WR                  | Patriots de la Nouvelle-Angleterre |
| Joueur offensif de l'année                              | Patrick Mahomes     | QB                  | Chiefs de Kansas City              |
| Joueur défensif de l'année                              | Aaron Donald        | DT                  | Rams de Los Angeles                |
| Entraîneur de l'année                                   | Matt Nagy           | -                   | Bears de Chicago                   |
| Entraîneur adjoint de l'année                           | Vic Fangio (en)     |                     | Bears de Chicago                   |
| Rookie offensif de l'année                              | Saquon Barkley      | RB                  | Giants de New York                 |
| Rookie défensif de l'année                              | Darius Leonard      | LB                  | Colts d'Indianapolis               |
| Ligne offensive de l'année                              | Rams de Los Angeles | Rams de Los Angeles | Rams de Los Angeles                |
| Meilleur revenant de la saison                          | Andrew Luck         | QB                  | Colts d'Indianapolis               |
| Trophée Pepsi du meilleur rookie de l'année             | Saquon Barkley      | RB                  | Giants de New York                 |
| Trophée Walter Payton du meilleur joueur NFL de l'année | Chris Long          | DE                  | Eagles de Philadelphie             |
| Trophée PFWA (en) du meilleur cadre NFL de l'année      | Chris Ballard       | GM                  | Colts d'Indianapolis               |
| Trophée Salute To Service présenté par USAA             | Ben Garland (en)    | G                   | Falcons d'Atlanta                  |
| Trophée Game Changer présenté par Gillette              | Shaquem Griffin     | LB                  | Seattle Seahawks                   |
| Trophée Deacon Jones                                    | Aaron Donald        | DT                  | Rams de Los Angeles                |
| Trophée Sportsmanship Art Rooney                        | Drew Brees          | QB                  | Saints de La Nouvelle-Orléans      |
| Source                                                  |                     |                     |                                    |

### Joueurs intronisés au Pro Football Hall of Fame 2019
Font partie de la classe 2019 du HOF,:
- Champ Bailey, CB
- Pat Bowlen, propriétaire des Broncos de Denver
- Gil Brandt (en), contributeur
- Tony Gonzalez, TE
- Ty Law, CB
- Kevin Mawae, C
- Ed Reed, S
- Johnny Robinson, S.

### Joueurs all-pro de l'AP
Les joueurs suivants ont été sélectionnés dans l'équipe type n° 1 All-Pro de l'Associated Press :
| Attaque            | Attaque                                                                             |
| ------------------ | ----------------------------------------------------------------------------------- |
| Quarterback        | Patrick Mahomes, (Chiefs de Kansas City)                                            |
| Running back       | Todd Gurley (Rams de Los Angeles)                                                   |
| Backfield Offensif | Tyreek Hill, (Chiefs de Kansas City)                                                |
| Wide receiver      | Michael Thomas,(Saints de La Nouvelle-Orléans) DeAndre Hopkins, (Texans de Houston) |
| Tight end          | Travis Kelce, (Chiefs de Kansas City)                                               |
| Left tackle        | David Bakhtiari, (Packers de Green Bay)                                             |
| Left guard         | Quenton Nelson, (Colts d'Indianapolis)                                              |
| Center             | Jason Kelce (Eagles de Philadelphie)                                                |
| Right guard        | Zack Martin, (Cowboys de Dallas)                                                    |
| Right tackle       | Mitchell Schwartz, (Chiefs de Kansas City)                                          |

| Défense          | Défense |
| ---------------- | --- |
| Defensive end    | J. J. Watt, (Texans de Houston) Khalil Mack, (Bears de Chicago)                                                   |
| Defensive tackle | Aaron Donald (Rams de Los Angeles) Fletcher Cox, (Eagles de Philadelphie)                                         |
| Linebacker       | Darius Leonard, (Colts d'Indianapolis) Bobby Wagner (Seahawks de Seattle) Luke Kuechly, (Panthers de la Caroline) |
| Cornerback       | Kyle Fuller, (Bears de Chicago) Stephon Gilmore, (Patriots de la Nouvelle-Angleterre)                             |
| Safety           | Eddie Jackson, (Bears de Chicago) Derwin James, (Chargers de Los Angeles)                                         |

| Kicker          | Justin Tucker, (Ravens de Baltimore)            |
| Punter          | Michael Dickson, Seattle                        |
| Kick returner   | Andre Roberts (Jets de New York)                |
| Équipe spéciale | Adrian Phillips (en), (Chargers de Los Angeles) |

### Meilleurs joueurs NFL de la semaine et du mois
| Meilleurs joueurs NFL de la semaine | Meilleurs joueurs NFL de la semaine | Meilleurs joueurs NFL de la semaine | Meilleurs joueurs NFL de la semaine | Meilleurs joueurs NFL de la semaine | Meilleurs joueurs NFL de la semaine | Meilleurs joueurs NFL de la semaine |
| Semaines                            | Joueur offensif                     | Joueur offensif                     | Joueur défensif                     | Joueur défensif                     | Joueur d'équipes spéciales          | Joueur d'équipes spéciales          |
| Semaines                            | AFC                                 | NFC                                 | AFC                                 | NFC                                 | AFC                                 | NFC                                 |
| ----------------------------------- | ----------------------------------- | ----------------------------------- | ----------------------------------- | ----------------------------------- | ----------------------------------- | ----------------------------------- |
| 1                                   | Patrick Mahomes, QB (Chiefs)        | Ryan Fitzpatrick, QB (Buccaneers)   | T. J. Watt, OLB (Steelers)          | Harrison Smith, FS (Vikings)        | Jakeem Grant, WR-KR (Dolphins)      | Greg Zuerlein, K (Rams)             |
| 2                                   | Patrick Mahomes, QB (Chiefs)        | Ryan Fitzpatrick, QB (Buccaneers)   | Darius Leonard, OLB (Colts)         | Danny Trevathan, ILB (Bears)        | Dane Cruikshank, SS (Titans)        | Robbie Gould, K (49ers)             |
| 3                                   | Ben Roethlisberger, QB (Steelers)   | Drew Brees, QB (Saints)             | Matt Milano, OLB (Bills)            | Efe Obada, DE (Panthers)            | Justin Tucker, K (Ravens)           | Blake Countess, SS (Rams)           |
| 4                                   | Marcus Mariota, QB (Titans)         | Jared Goff, QB (Rams)               | Jadeveon Clowney, OLB (Texans)      | Demario Davis, ILB (Saints)         | Dwayne Harris, WR-KR (Raiders)      | Brett Maher, K (Cowboys)            |
| 5                                   | Isaiah Crowell, RB (Jets)           | Drew Brees, QB (Saints)             | T. J. Watt, OLB (Steelers)          | Chandler Jones, DE (Cardinals)      | Denzel Ward, CB (Browns)            | Graham Gano, K (Panthers)           |
| 6                                   | Albert Wilson, WR (Dolphins)        | Todd Gurley, RB (Rams)              | Za'Darius Smith, OLB (Ravens)       | Frank Clark, DE (Seahawks)          | Jason Myers, K (Jets)               | Mason Crosby, K (Packers)           |
| 7                                   | Emmanuel Sanders, WR (Broncos)      | Cam Newton, QB (Panthers)           | Mike Mitchell (en), FS (Colts)      | Aaron Donald, DT (Rams)             | Dont'a Hightower, OLB (Patriots)    | Giorgio Tavecchio, K (Falcons)      |
| 8                                   | James Conner, RB (Steelers)         | Adrian Peterson, RB (Redskins)      | Dee Ford, OLB (Chiefs)              | P. J. Williams, CB (Saints)         | Adam Vinatieri, K (Colts)           | Michael Dickson, P (Seahawks)       |
| 9                                   | Kareem Hunt, RB (Chiefs)            | Michael Thomas, WR (Saints)         | Desmond King, CB (Chargers)         | Danielle Hunter, DE (Vikings)       | Matt Haack, P (Dolphins)            | Bradley Pinion, P (49ers)           |
| 10                                  | Ben Roethlisberger, QB (Steelers)   | Mitchell Trubisky, QB (Bears)       | Wesley Woodyard, ILB (Titans)       | Leighton Vander Esch, MLB (Cowboys) | Stephen Hauschka, K (Bills)         | Tress Way, P (Redskins)             |
| 11                                  | Andrew Luck, QB (Colts)             | Saquon Barkley, RB (Giants)         | Von Miller, OLB (Broncos)           | Samson Ebukam, OLB (Rams)           | Daniel Carlson, K (Raiders)         | Cody Parkey, K (Bears)              |
| 12                                  | Philip Rivers, QB (Chargers)        | Amari Cooper, WR (Cowboys)          | J. J. Watt, DE (Texans)             | Eddie Jackson, S (Bears)            | Cyrus Jones, CB-PR (Ravens)         | Sebastian Janikowski, K (Seahawks)  |
| 13                                  | Phillip Lindsay, RB (Broncos)       | Todd Gurley, RB (Rams)              | Xavien Howard, CB (Dolphins)        | Bobby Wagner, LB (Seahawks)         | Desmond King, CB-KR (Chargers)      | Aldrick Rosas, K (Giants)           |
| 14                                  | Derrick Henry, RB (Titans)          | Amari Cooper, WR (Cowboys)          | Denico Autry, DE (Colts)            | Darius Slay, CB (Lions)             | Michael Badgley, K (Chargers)       | Taysom Hill, QB-KR (Saints)         |
| 15                                  | Mike Williams WR (Chargers)         | Dalvin Cook, RB (Vikings)           | Joe Haden, CB (Steelers)            | Grady Jarrett, DT (Falcons)         | Ka'imi Fairbairn, K (Texans)        | Robbie Gould, K (49ers)             |
| 16                                  | Baker Mayfield, QB (Browns)         | Nick Foles, QB (Eagles)             | Patrick Onwuasor, LB (Ravens)       | Aaron Donald, DT (Rams)             | Dwayne Harris, WR-KR (Raiders)      | Brett Maher, K (Cowboys)            |
| 17                                  | Josh Allen, QB (Bills)              | Blake Jarwin, TE (Cowboys)          | Darius Leonard, OLB (Colts)         | Fletcher Cox, DT (Eagles)           | Justin Tucker, K (Ravens)           | Matt Prater, K (Lions)              |
| Meilleurs joueurs NFL du mois       |                                     |                                     |                                     |                                     |                                     |                                     |
| Mois                                | Joueur offensif                     | Joueur offensif                     | Joueur défensif                     | Joueur défensif                     | Joueur d'équipes spéciales          | Joueur d'équipes spéciales          |
| Mois                                | AFC                                 | NFC                                 | AFC                                 | NFC                                 | AFC                                 | NFC                                 |
| Sept.                               | Patrick Mahomes, QB (Chiefs)        | Jared Goff, QB (Rams)               | J. J. Watt, DE (Texans)             | Khalil Mack, (Bears)                | Justin Tucker, K (Ravens)           | Wil Lutz, K (Saints)                |
| Oct.                                | James Conner, RB (Steelers)         | Todd Gurley, RB (Rams)              | Dee Ford, (Chiefs)                  | Aaron Donald, DT (Rams)             | Stephen Gostkowski, K (Patriots)    | Graham Gano, K (Panthers)           |
| Nov.                                | Andrew Luck, QB (Colts)             | Drew Brees, QB (Saints)             | Chris Jones, DE (Chiefs)            | Eddie Jackson, S (Bears)            | Justin Tucker, K (Ravens)           | Michael Dickson, P (Seahawks)       |
| Déc.                                | Derrick Henry, RB (Titans)          | Chris Carson, RB (Seahawks)         | Darius Leonard, DT (Colts)          | Aaron Donald, DT (Rams)             | Ka'imi Fairbairn, K (Texans)        | Robbie Gould, K (49ers)             |

| Semaines | Quarterbacks                 | Running Backs                 |
| -------- | ---------------------------- | ----------------------------- |
| 1        | Ryan Fitzpatrick, Buccaneers | James Conner, Steelers        |
| 2        | Patrick Mahomes, Chiefs      | Matt Breida, 49ers            |
| 3        | Drew Brees, Saints           | Adrian Peterson, Redskins     |
| 4        | Mitchell Trubisky, Bears     | Alvin Kamara , Saints         |
| 5        | Drew Brees, Saints           | Isaiah Crowell, Jets          |
| 6        | Aaron Rodgers, Packers       | Todd Gurley, Rams             |
| 7        | Patrick Mahomes, Chiefs      | Kerryon Johnson, Lions        |
| 8        | Patrick Mahomes, Chiefs      | James Conner, Steelers        |
| 9        | Drew Brees, Saints           | Kareem Hunt, Chiefs           |
| 10       | Mitchell Trubisky, Bears     | Nick Chubb, Browns            |
| 11       | Drew Brees, Saints           | Saquon Barkley, Giants        |
| 12       | Andrew Luck, Colts           | Christian McCaffrey, Panthers |
| 13       | Philip Rivers, Chargers      | Phillip Lindsay, Broncos      |
| 14       | Dak Prescott, Cowboys        | Derrick Henry, Titans         |
| 15       | Philip Rivers, Chargers      | Derrick Henry, Titans         |
| 16       | Nick Foles, Eagles           | C. J. Anderson, Rams          |
| 17       | Dak Prescott, Cowboys        | Jordan Howard, Bears          |

### Rookie de la semaine et du mois
| Semaines | Joueur                       |
| -------- | ---------------------------- |
| 1        | Denzel Ward, CB, Browns      |
| 2        | Darius Leonard, OLB, Colts   |
| 3        | Baker Mayfield, QB, Browns   |
| 4        | Nick Chubb, RB, Browns       |
| 5        | Denzel Ward, CB, Browns      |
| 6        | Saquon Barkley, RB, Giants   |
| 7        | Baker Mayfield, QB, Browns   |
| 8        | Darius Leonard, OLB, Colts   |
| 9        | Baker Mayfield, QB, Browns   |
| 10       | Nick Chubb, RB, Browns       |
| 11       | Tre'Quan Smith, WR, Saints   |
| 12       | Baker Mayfield, QB, Browns   |
| 13       | Phillip Lindsay, RB, Broncos |
| 14       | Baker Mayfield, QB, Browns   |
| 15       | Jaylen Samuels, RB, Steelers |
| 16       | Baker Mayfield, QB, Browns   |
| 17       | Baker Mayfield, QB, Browns   |

| Mois  | Offensif                   | Défensif                           |
| ----- | -------------------------- | ---------------------------------- |
| Sept. | Calvin Ridley, WR, Falcons | Darius Leonard, OLB, Colts         |
| Oct.  | Quenton Nelson, G, Colts   | Bradley Chubb, OLB, Broncos        |
| Nov.  | Baker Mayfield, QB, Browns | Leighton Vander Esch, OLB, Cowboys |
| Déc.  | Lamar Jackson, QB, Ravens  | Tremaine Edmunds, MLB, Bills       |